# Bernardita albiplagiata
Bernardita albiplagiata är en fjärilsart som beskrevs av M.Gaede 1928. Bernardita albiplagiata ingår i släktet Bernardita och familjen tandspinnare. Inga underarter finns listade i Catalogue of Life.